# Емоционално изнудване
Емоционално изнудване или страх, задължение и вина (СЗВ) са термини, пополаризирани от психотерапевката Сюзън Форуърд, за контролиране на човешките отношения, и на теорията, че страх, задължение и вина (СЗВ) са трансакционият анализ (ТА) в „играта“ между контрольора и контролираното лице. Разбирането на тази динамика е полезно за всеки, който се опитва да се измъкне от контролиращото поведение на друг човек и да се справи със собствените си компулсии, за да прави неща, които са неудобни, нежелани, обременяващи, и да се саможертва за другите.
Първата документирана употреба на термина „емоционално изнудване“ е от 1947 г. в американското списание Journal of the National Association of Deans of Women в статията „Emotional Blackmail Climate“. Терминът е използван, за да опише тип поведенчески модел на контрол върху ученици, често използван от учители. Естер Вилар, аржентински лекар, също използвала този термин в началото на 1970 г., за да опише родителска стратегия за отглеждане на деца, наблюдавана между някои многодетни майки.
Емоционалното изнудване обикновено включва двама души, които са установили близка лична или интимна връзка (родител и дете, брачни партньори, братя и сестри или близки приятели). Децата също биха използвали специалната молба и емоционалното изнудване, за да поставят на преден план своите собствени интереси и личностно развитие в системата на семейството.
Емоционалните изнудвачи си служат със страх, задължение и вина във връзките си, за да бъдат сигурни, че отсрещният човек ще се страхува да ги конфронтира. Знаейки, че някой близък до тях човек, се нуждае от любов, одобрение или потвърждение на собствените си идентичност и самочувствие, изнудвачите може да заплашват да ги отнемат от него (например, да отнемат любов), или да ги отнемат напълно, карайки втория човек да чувства, че трябва да си ги извоюва по споразумение. Страх, задължение и вина се споменават обикновено като „СЗВ“.СЗВ (на английски FOG) е измислено съкращение - игра с думата мъгла (на английски: fog), която описва нещо, което прикрива и обърква една ситуация или нечий процес на мислене.
Човекът действащ по контрольорски начин, често иска от другия човек нещо легитимно. Тя или той може да иска да почувства любов, сигурност, ценен(а), оценяван(а), поддържан(а), необходим(а) и т.н. Това не е проблемът. Проблемът често е по-скоро как ще получи това, което иска или, че е нечувствителн(а) към нуждите на другите, при това е обезпокоително, и как другите реагират на всичко това[ неясно? ].
Под напрежение, човек може да се превърне в нещо като заложник, принуден да действа под натиск срещу заплаха за отговорност да разбие сърцата на другите. Човек може да се окаже в схема, в която да позволява на изнудвача да контролира неговите/нейните решения и поведение, загубен в това което Дорис Лесинг описва като „един вид психологическа мъгла“.
Подбуди за такова поведение биват липса на любов и чувство за сигурност, чувство за малоценност, липса на подкрепа и др.